# Elana Meyer
Pour les articles homonymes, voir Elana (homonymie).
Elana Meyer, née le 10 octobre 1966 à Albertinia, est une ancienne athlète sud-africaine, coureuse de fond.
Elana Meyer courait jusqu'à la fin des années 1990 principalement sur les distances allant du 1 500 m au 10 000 m, puis elle spécialisée sur le demi-marathon et le marathon. En Afrique du Sud, elle a remporté plus de 20 titres en athlétisme. Elle détient le record du monde du demi-marathon (1 h 6 min 44 s). En 1994 et 1995, elle s'est classée respectivement troisième puis deuxième du marathon de Boston. En 1998, elle se classait troisième du marathon de Chicago.
Aux Jeux olympiques d'été de 1992 à Barcelone, elle a remporté la médaille d'argent du 10 000 m après avoir longtemps mené la course, dès le sixième kilomètre, mais dépassée dans le dernier tour par l'Éthiopienne Derartu Tulu. l'Américaine Lynn Jennings complétait le podium.
Mais c'est surtout ce qui se passe après la ligne d'arrivée franchie qui marque les esprits : Elana Meyer félicite Derartu Tulu et les deux femmes tombent dans les bras l'une de l'autre. Bien qu'arrivée deuxième, Elana Meyer l'accompagne ensuite pour son tour d'honneur, chacune drapée dans le drapeau de son pays, à certains moments elles se tiennent même par la main. C'est d'autant plus symbolique qu'une femme noire soit unie à une femme blanche sud-africaine alors que l'Afrique du Sud retrouve les Jeux olympiques après son bannissement en raison de l'Apartheid.
Le tour d'honneur de l'athlète d'Afrique noire, championne olympique et de la Sud-Africaine blanche, fit le tour de la planète alors que le régime de l'Apartheid commençait à décliner.
En 2005, Elana Meyer s'est retirée de la compétition.
Depuis sa retraite sportive, elle dirige une académie d’athlétisme et a également décidé de promouvoir la paix à travers le sport.

## Palmarès

### Jeux olympiques d'été
- Jeux olympiques d'été de 1992 à Barcelone ( Espagne)
  -  Médaille d'argent du 10 000 m
- Jeux olympiques d'été de 2000 à Sydney ( Australie)
  - 8e sur 10 000 m

### Jeux du Commonwealth
- Jeux du Commonwealth de 1994 à Victoria ( Canada)
  -  Médaille d'argent sur 10 000 m